# Trofeo Edil C
Die Trofeo Edil C war ein italienisches Straßenradrennen für Männer.
Das Eintagesrennen wurde von 2008 bis 2019 ausgetragen und gehörte ab 2009 zur UCI Europe Tour. Von 2009 bis 2016 war es in die Kategorie 1.2 eingestuft, von 2017 bis 2019 in 1.2U.

## Siegerliste
- 2019  Giovanni Aleotti
- 2018  Alessandro Fedeli
- 2017  Marco Negrente
- 2016  Vincenzo Albanese
- 2015  Francesco Reda
- 2014  Andrea Vaccher
- 2013  Andrea Zordan
- 2012  Kristian Sbaragli
- 2011  Mattia Pozzo
- 2010  Massimo Graziato
- 2009  Tomas Alberio
- 2008  Cesare Benedetti